# Parnassusweg 280
Parnassusweg 280 is een gebouw in Amsterdam-Zuid.
De Rechtbank Amsterdam groeide in haar kantoren aan de Parnassusweg, Amsterdam (complex Parnas) uit haar jasje. Bovendien kende een enkel gebouw een indeling die niet meer paste bij de dan gevoerde rechtspraak. Rond 2010 viel dan ook het besluit een deel van de oudbouw af te breken en te vervangen door nieuw gebouw, maar er moest daardoor met de diensten geschoven worden naar andere gebouwen in de buurt. De keus voor nieuwbouw werd in april 2016 gemaakt en viel uit ten faveure van het ontwerp van KAAN Architecten. Het gebouw kent ten opzichte van andere kantoren aan een relatief lage opbouw; ze is “slechts” tien etages hoog. Het vloeroppervlak van 47.250 m2 (met nog eens 9.000 m2 aan parkeerplaats) wordt in beslag genomen door zittingszalen, verhoorkamers, cellen en kantoren. Het gebouw moet volgens KAAN zowel standvastigheid als openheid uitdrukken; dat laatste met name door de glaspartijen op de begane grond. Daar waar de lagere verdiepingen voornamelijk van beton zijn, werd vanaf de vijfde etage voornamelijk staal toegepast, hetgeen een lichtere constructie heeft. Bovendien kon daarmee sneller gebouwd worden.
Het gebouw werd 1 maart 2021 geopend. De eerste zittingen vonden op 3 mei 2021 plaats.
In november 2020 werd het beeld Love or generosity van Nicole Eisenman op de open ruimte voor het gebouw geplaatst.